# 西堀利
西堀 利（にしぼり さとる、1953年（昭和28年）3月2日 - ）は、日本の実業家。フィデアホールディングス非業務執行取締役兼取締役会議長。みずほフィナンシャルグループ顧問。荘内銀行および北都銀行の取締役。

## 人物・来歴
2009年4月1日、みずほ銀頭取に就任する。2009年度から義務付けられた役員報酬開示制度では、1億1400万円の役員報酬を受けていることが公表された。
就任直前のインタビューでは、預金と融資の商業銀行のビジネスモデルに回帰し、バランスシートを使って収益を増やすなどと抱負を語り、2011年4月1日には全銀協会長の就任にも内定していたが、東日本大震災の直後に同行が大規模なシステム障害を引き起こしたため、金融庁から持株会社であるみずほFGと共に業務改善命令の発動を受けた。これを受け同年6月20日付で引責辞任した。
2013年9月27日、同行が暴力団員らへの融資を放置していたみずほ銀行暴力団融資事件で、金融庁から業務改善命令を受けた件では、西堀ら当時の経営上層部が、問題を発覚当時から認識していたことが明らかになった。
2015年にフィデアホールディングスの社外取締役に就任し、その後、町田睿の後任として同社の取締役会議長と傘下子銀行の荘内銀行や北都銀行の非常勤取締役に就任する。また指名委員会等設置会社のフィデアホールディングスにおいては指名委員や報酬委員も務める。

## 略歴
- 1975年（昭和50年） - 京都大学法学部卒業後、富士銀行入行[9]。
  - 以降、浜松支店長、財務企画部参事役、財務企画部長、企画部長等を歴任する。
- 2002年（平成14年） - みずほコーポレート銀行執行役員財務企画部長。
- 2004年（平成16年） - みずほフィナンシャルグループ常務取締役財務・主計グループ長。
- 2008年（平成20年） - （旧）みずほ銀行副頭取。
- 2009年（平成21年） - 同頭取、みずほFG取締役[9]
- 2011年（平成23年） - みずほフィナンシャルグループ顧問。
- 2013年（平成25年） - 横河電機監査役。
- 2015年（平成27年） - フィデアホールディングス社外取締役。
- 2016年（平成28年） - フィデアホールディングス取締役会議長・社外取締役、荘内銀行非常勤取締役[10]。
- 2022年（令和4年） - フィデアホールディングス非業務執行取締役兼取締役会議長。
- 2024年（令和6年） - 千葉大学学長選考会議議長[11]。